# Филимонов, Леонид Иванович
Леонид Иванович Филимо́нов (22 июля 1935, д. Вишнёвка, Давлекановский район, Башкирская АССР — 8 февраля 2022) — советский государственный и хозяйственный деятель.

## Образование
- 1957 год — окончил Уфимский нефтяной институт по специальности горный инженер по разработке нефтяных и газовых месторождений.
- Академик Международной инженерной академии и Академии горных наук.

## Биография
- 1959—1979 — работал в объединении «Сахалиннефть» — бурильщиком, буровым мастером, начальником производственно-технического отдела, начальником управления буровых работ, главным инженером.
- 1979—1984 — начальник управления буровых работ производственного объединения «Томскнефть».
- 1984—1987 — генеральный директор производственного объединения «Нижневартовскнефтегаз».
- 1987—1988 — первый заместитель министра газовой промышленности СССР.
- 1988—1989 — первый заместитель министра нефтяной промышленности СССР.
- 1989—1991 — министр нефтяной и газовой промышленности СССР.
- 1990—1991 — заместитель председателя государственного топливно-энергетического комитета при Совете Министров СССР.
- 1991—1994 — генеральный директор АО «Томскнефть».
- 1994—1998 — президент ОАО «Восточная нефтяная компания».
- Депутат Совета Федерации РФ в 1993—1996 годах.
- 1998—1999 — председатель совета директоров АО «Томскнефть».
- С 1998 года первый вице-президент компании «ЮКОС ЭП (Ехрlоration & Рrоduction)».
- В 1997—2001 годах депутат Томской областной Думы.

## Награды и звания
- орден Почёта (1996)
- орден Трудового Красного Знамени (1981)
- орден «Знак Почёта» (1976)
- орден «Томская слава» (07.07.2015)
- медаль «За доблестный труд. В ознаменование 100-летия со дня рождения Владимира Ильича Ленина» (1970)
- медаль «За освоение недр и развитие нефтегазового комплекса Западной Сибири» (1983)
- Государственная премия СССР (1986) — за разработку и внедрение системы освоения природных ресурсов Западно-Сибирского нефтегазового комплекса вахтовым методом
- знак и почётное государственное звание «Почётный нефтяник СССР» (1982)
- знак и почётное государственное звание «Почётный работник топливно-энергетического комплекса РФ» (1998)
- почётное звание «Почётный гражданин Башкирской АССР» (1987)
- почётное звание «Почётный гражданин Тюменской области»
- знак и почётное звание «Почётный гражданин Томской области» (2004)
- почётное звание «Почётный гражданин города Стрежевого» (2006)
- почётное общественное звание Академик Международной инженерной академии
- почётное общественное звание Академии горных наук